# Pingus
Pingus is een vrij computerspel dat lijkt op Lemmings. Het is ontwikkeld door Ingo Ruhnke. Het bevat pinguïns in plaats van lemmingen die geïnspireerd zijn op Tux, de mascotte van Linux. Het spel is niet gerelateerd aan of geïnspireerd door Pingu. Het spel is vrijgegeven onder de GPL. Het spel bevat 22 levels, allemaal met een winterthema, die toegankelijk zijn via de GUI. Met de leveleditor kunnen levels gemaakt worden. Er worden ook levelsets meegeleverd rond de thema's Halloween, de woestijn en Kerstmis.

## Geschiedenis
De ontwikkeling van het spel begon in 1998. In datzelfde jaar werd de eerste versie uitgebracht voor Linux. Het spel is de eerste Game of the Month van The Linux Game Tome. De eerdere versies waren gebaseerd op de ClanLib-bibliotheek in versie 0.7.0 (augustus 2007) werd dat tot SDL veranderd. Sinds versie 0.7.2 is het spel ook voor Microsoft Windows beschikbaar. De versie 0.7.6 is ook beschikbaar voor macOS.

## Gameplay
Het doel van Pingus is om een groep van kleine pinguïns binnen een bepaalde tijd naar de uitgang te loodsen. De pinguïns moeten langs obstakels, vallen en kloven worden gevoerd. Aan het begin staat aangeven hoeveel pinguïns levend het einde moeten halen. De speler beschikt over een beperkt aantal vaardigheden die met een muisklik geactiveerd kunnen worden.

## Ontvangst
Het spel ontving goede recensies en commentaren op CNN.com, about.com en andere publicaties. 

## Platforms
- Android (2012)
- iPhone (2009)
- Linux (1998)
- Macintosh (2009)
- Nintendo DSi (2010)
- Windows (2009)